# Залазы
За́лазы — деревня в юго-восточной части Стругокрасненского района Псковской области. Входит в состав сельского поселения «Хрединская волость».

## Расположение
- Деревня расположена в 92 км от города Псков на автодороге Лудони — Павы — Боровичи Р63.

- Удалённость от административного центра района и ближайшей железнодорожной станции — посёлка городского типа Струги Красные составляет 33 км.

- Административный центр сельского поселения — деревня Хредино находится в 2 км к северо-западу от деревни.

## Население
Численность населения деревни составляет на 2000 год — 63 жителя, на 2010 год — 51 житель.

## Известные уроженцы
- Бондаровская, Юта — пионер-герой, партизанка 6-й Ленинградской партизанской бригады

## Транспорт
Деревня связана регулярным автобусным сообщением с районным центром — посёлком городского типа Струги Красные, а также городами Санкт-Петербург, Псков, Порхов, Великие Луки.

## История
История деревни насчитывает более пяти веков. В литературных кругах Залазы известны тем, что 14 октября 1827 года на почтовой станции, располагавшейся здесь, произошла встреча А.С. Пушкина, возвращавшегося из поездки в Михайловское, с лицейским другом Вильгельмом Кюхельбекером, которого этапировали из Шлиссельбургской крепости в Динабургскую.
Из рапорта фельдъегеря, перевозившего Кюхельбекера:

Господину дежурному генералу Главного штаба его императорского величества генерал-адъютанту и кавалеру Потапову фельдъегеря Подгорного
РАПОРТ
Отправлен я был сего месяца 12-го числа в гор. Динабург с государственными преступниками, и на пути, приехав на станцию Залазы, вдруг бросился к преступнику Кюхельбекеру ехавший из Новоржева в С.-Петербург некто г. Пушкин и начал после поцелуев с ним разговаривать. Я, видя сие, наипоспешнее отправил как первого, так и тех двух за полверсты от станции, дабы не дать им разговаривать, а сам остался для написания подорожной и заплаты прогонов. Но г. Пушкин просил меня дать Кюхельбекеру денег, я в сем ему отказал. Тогда он, г. Пушкин, кричал и, угрожая мне, говорил, что по прибытии в С.-Петербург в ту же минуту доложу его императорскому величеству, как за недопущение распроститься с другом, так и дать ему на дорогу денег, сверх того не премину также сказать и генерал-адъютанту Бенкендорфу. Сам же г. Пушкин между угрозами объявил мне, что он посажен был в крепость и потом выпущен, почему я ещё более препятствовал иметь ему сношение с арестантом, а преступник Кюхельбекер мне сказал: это тот Пушкин, который сочиняет. 28 октября 1827 года.— 

## Достопримечательности
- Часовня Нила Столбенского, 1902 г.
- Памятный знак на месте встречи Пушкина с Кюхельбекером